# Islam in Italia

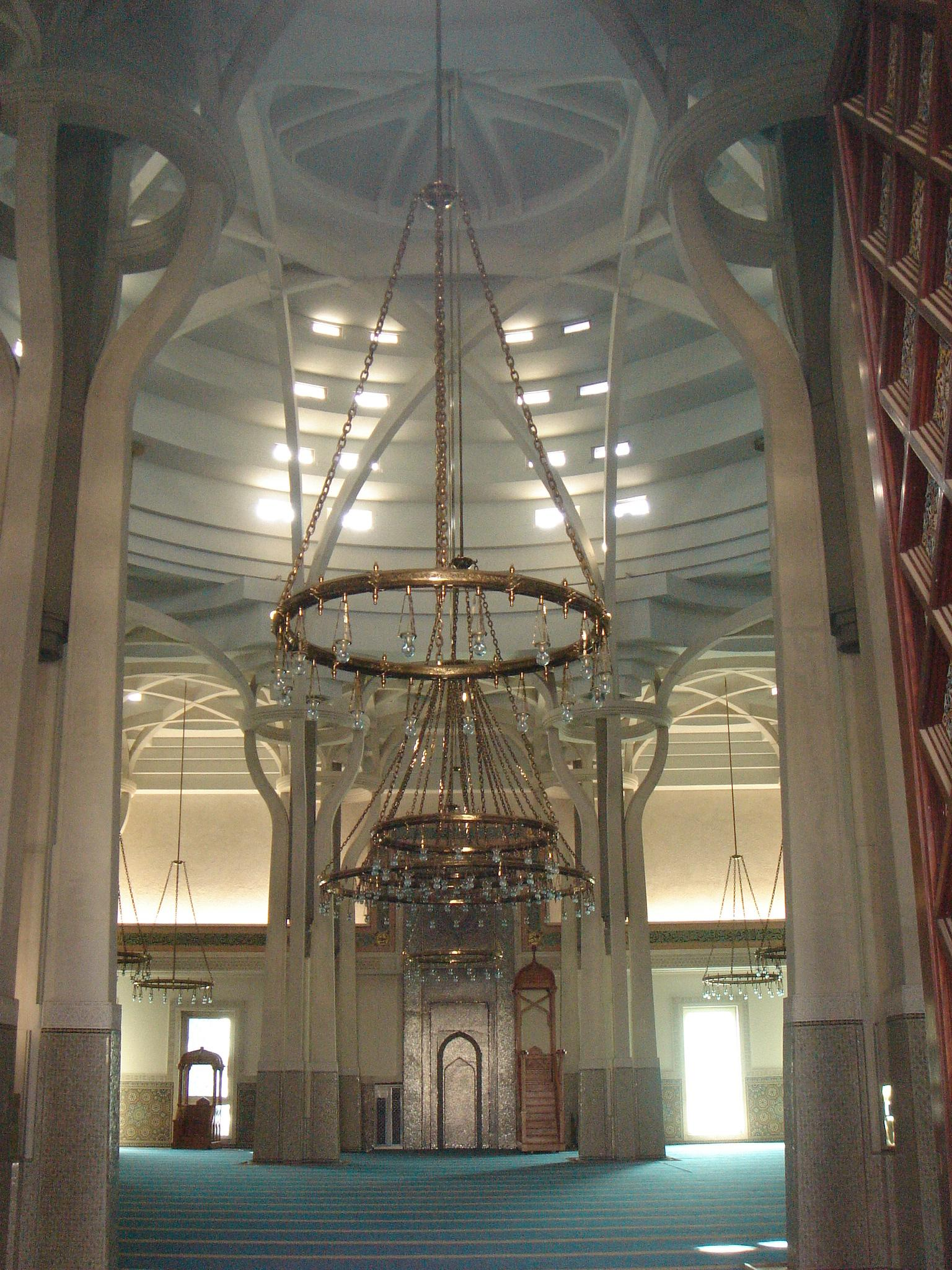
Moschea di Roma

L'islam in Italia è la seconda religione più diffusa dopo il cristianesimo (il sunnismo la seconda confessione dopo il cattolicesimo), principalmente a seguito dell'immigrazione da paesi a maggioranza musulmana.

## Stime sul numero di musulmani in Italia
Il numero di fedeli musulmani in Italia (per la quasi totalità sunniti) è incerto, ma si aggirava attorno al milione e duecentomila di unità nel 2007, corrispondente all'incirca all'1,9% della popolazione italiana, contro un 91,6% di cristiani (le altre religioni sono in totale lo 0,7% più un 5,8% di non religiosi/atei). Secondo le stime del 2017 la percentuale di musulmani rientrava attorno al 3% dei credenti in altre religioni rispetto a quella cattolica (74,4%), i non credenti in Italia erano invece il 22,6%.
- Secondo l'istituto ISMU (iniziative e studi alla multietnicità) al 1º gennaio 2016 in Italia sarebbero residenti circa 1.400.000 musulmani, ovvero una cifra corrispondente al 2,34% della popolazione italiana.[5]
- 1.505.000 secondo le stime del Dossier Statistico 2011 Caritas/Migrantes.[6]
- 1.200.000 secondo Mario Scialoja della Lega musulmana mondiale.[7]
- Andrea Spreafico[8] conta circa 1.100.000 musulmani, di cui il 6% (circa 67.000) cittadini italiani, tra italiani di nascita convertiti e stranieri che hanno acquisito la cittadinanza, 912.000 (82%) immigrati regolari e circa 132.000 (12%) immigrati irregolari.
- 850.000 secondo il Cesnur di Massimo Introvigne su dati 2006.[9][10]
- Secondo il rapporto Open Society Institute (OSI) 2003, i musulmani in Italia sarebbero circa 700.000, tra cui 40-50.000 cittadini italiani (di cui circa 10.000 convertiti), 610-650.000 immigrati regolari e 80-85.000 irregolari.[11][12][13]

Il numero varia spesso in funzione della definizione di "musulmano", ossia se siano da comprendere quanti provengano da paesi di cultura musulmana, ma non si definiscano credenti o non siano praticanti. 

## Storia dell'islam in Italia

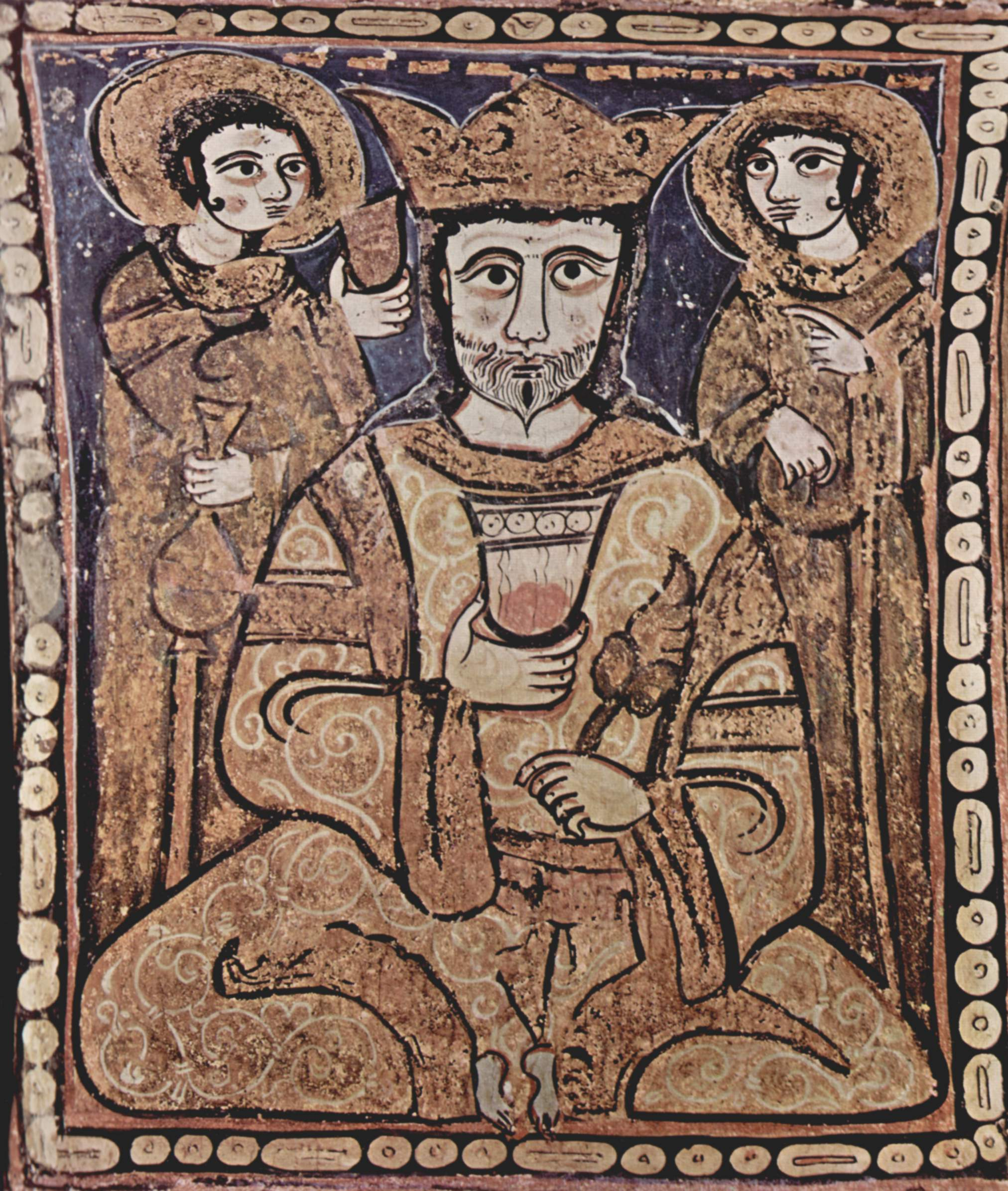
Ruggero II di Sicilia in una formella lignea del soffitto, dipinta in stile arabo. (Palermo - Palazzo dei Normanni - Cappella Palatina, 1150 circa).

La storia dell'islam in Italia comincia nel IX secolo, due secoli dopo la morte di Maometto. La Sicilia rimase infatti sotto il dominio islamico tra l'827 (inizio della conquista musulmana della Sicilia) e il 1091 (caduta dell'ultima roccaforte di Noto), mentre l'Italia continentale subì in quegli stessi anni numerose incursioni; rispetto alla penisola iberica, la presenza musulmana sulla Penisola italiana è stata effimera e il controllo sulla Sicilia è stato stabile soltanto dal 965 fino al 1061. Tuttavia, anche dopo la conquista normanna, rimase in Sicilia una piccola minoranza di musulmani fino al 1239, quando a seguito di alcune loro ribellioni furono deportati da Federico II a Lucera in Puglia, dove rimasero fino al 1300, anno in cui ebbero la fine da Carlo II d’Angiò (al quale si erano rifiutati di prestare obbedienza). Anche con la fine della dominazione islamica per alcuni secoli le coste italiane continuarono però a essere razziate e depredate dai corsari barbareschi.
In epoca moderna, la presenza islamica in Italia è quasi inesistente fino agli anni '60, quando incominciano ad arrivare in Italia i primi studenti da Siria, Giordania e Palestina, che si aggiungono agli uomini d'affari e ai dipendenti delle ambasciate. Nel 1971 si ha la costituzione della prima associazione di musulmani, l'USMI (Unione degli studenti musulmani d'Italia), a partire dall'Università di Perugia. Con l'USMI venne aperto il primo luogo di culto in Italia, un piccolo locale in pieno centro storico di Perugia, chiamata "moschea di Via dei Priori", tutt'oggi aperto e in funzione.
Sempre negli anni '70, a Roma, nasce il Centro culturale islamico d'Italia (CCII), con l'appoggio e il coinvolgimento degli ambasciatori di paesi sunniti presso l'Italia o la Santa Sede; al CCII si devono i primi progetti per la moschea di Roma, a partire dal 1974. La moschea sarà aperta nel 1995..
Nel 1980 si inaugura a Catania la prima moschea italiana nella sede di via Castromarino. L'edificio però, per ragioni politiche e logistiche verrà chiuso dopo alcuni anni, per essere sostituito da siti precari quali residenze private e garage, fino al 15 dicembre 2012, quando viene inaugurata la più grande moschea del sud Italia nominata "moschea della Misericordia".
Gli anni settanta vedono anche l'arrivo dei primi immigrati musulmani dal Nordafrica, principalmente dal Marocco.
Un successivo e consistente apporto è stato dato negli anni novanta dal consistente arrivo di immigrati albanesi e dall'aumento dei marocchini. Più recente, è la consistente immigrazione tunisina, senegalese, egiziana e, anche se di minor peso, pakistana, bengalese ecc. A partire dagli anni 2000, con la crescita dell'immigrazione dall'Europa dell'Est (Romania e Ucraina in primis) e dall'America Latina, la quota di immigrati musulmani è scesa pur rimanendo consistente.
A partire dagli anni '90 l'UCOII(Unione delle comunità islamiche in Italia) si pone da subito come principale rappresentazione organizzata del cosiddetto Islam delle moschee sunnita, radicato sul territorio italiano e non dipendente dalle ambasciate o da governi di paesi a maggioranza musulmana, e si candida a rappresentare la comunità musulmana tramite un'Intesa istituzionale. All'intesa tra l'UCOII e lo Stato si oppongono i rappresentanti del cosiddetto Islam degli stati, a partire dalla Moschea di Roma (Centro Culturale Islamico d'Italia) sostenuto dall'Arabia Saudita, oltre che dal Marocco. Nel 1998, in vista di una possibile Intesa con lo Stato, l'UCOII apre all'Islam degli stati e assieme alla Moschea di Roma e alla sezione italiana della Lega Musulmana Mondiale annuncia la creazione di un Consiglio Islamico d'Italia, guidato da dieci cittadini italiani, di cui cinque nominati dall'UCOII e cinque dalle altre due organizzazioni. Ma l'Intesa resta fuori portata.
Nel 2005, è stata fondata la Consulta per l'islam italiano presso il Ministero dell'Interno, composta da cittadini musulmani; forti disaccordi tra i componenti hanno rallentato i lavori della Consulta stessa. La Consulta è stata riformata una prima volta nel 2010 (Comitato per l'Islam italiano) e di nuovo nel 2016 (Consiglio per le relazioni con l’Islam )
Nuovamente a Catania, nel 2012, viene inaugurata la Moschea della Misericordia, la più grande nel centro-sud dopo quella di Roma, non distante da piazza Cutelli.

## Caratteristiche della presenza musulmana in Italia

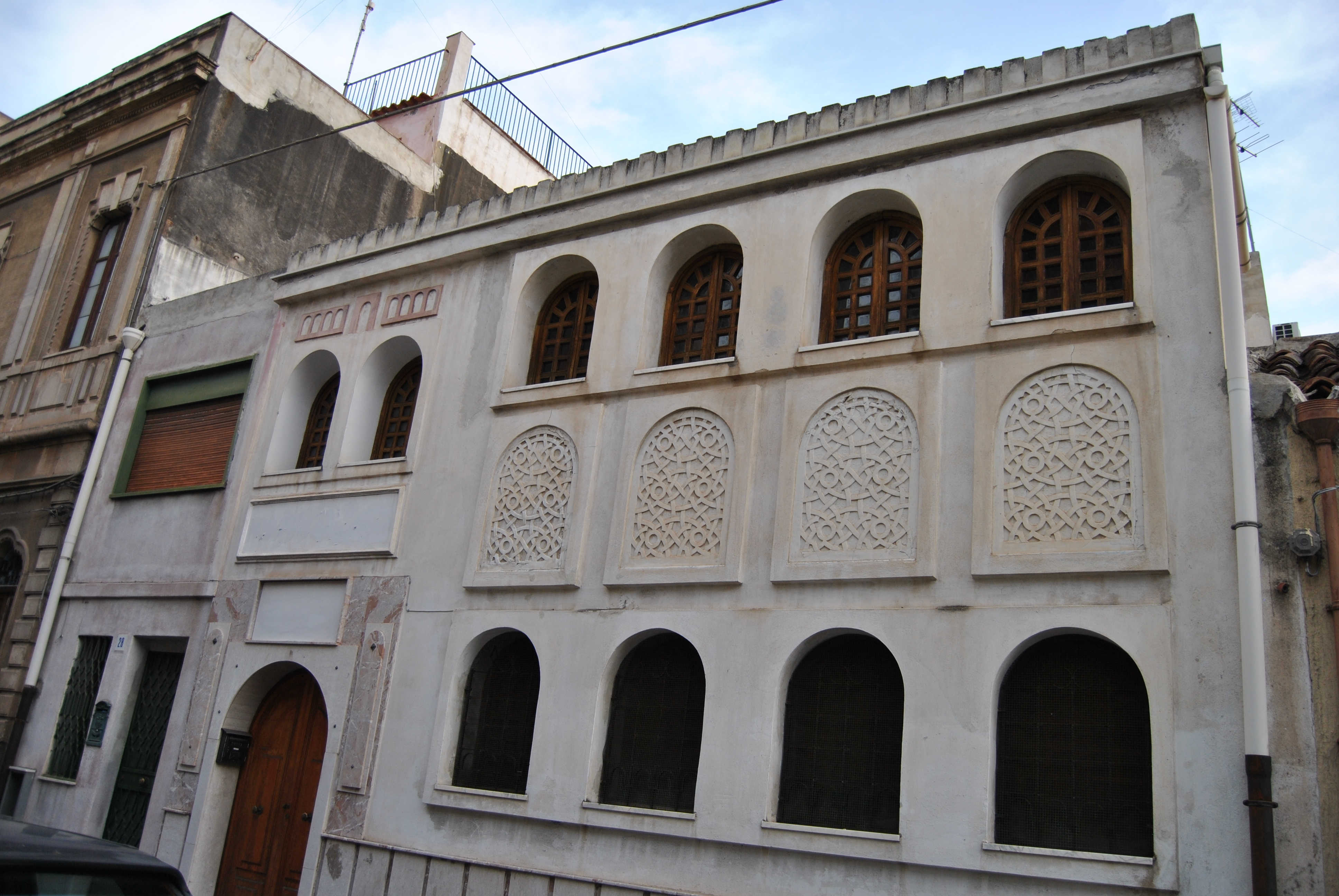
Facciata della prima moschea di Catania (oggi chiusa).

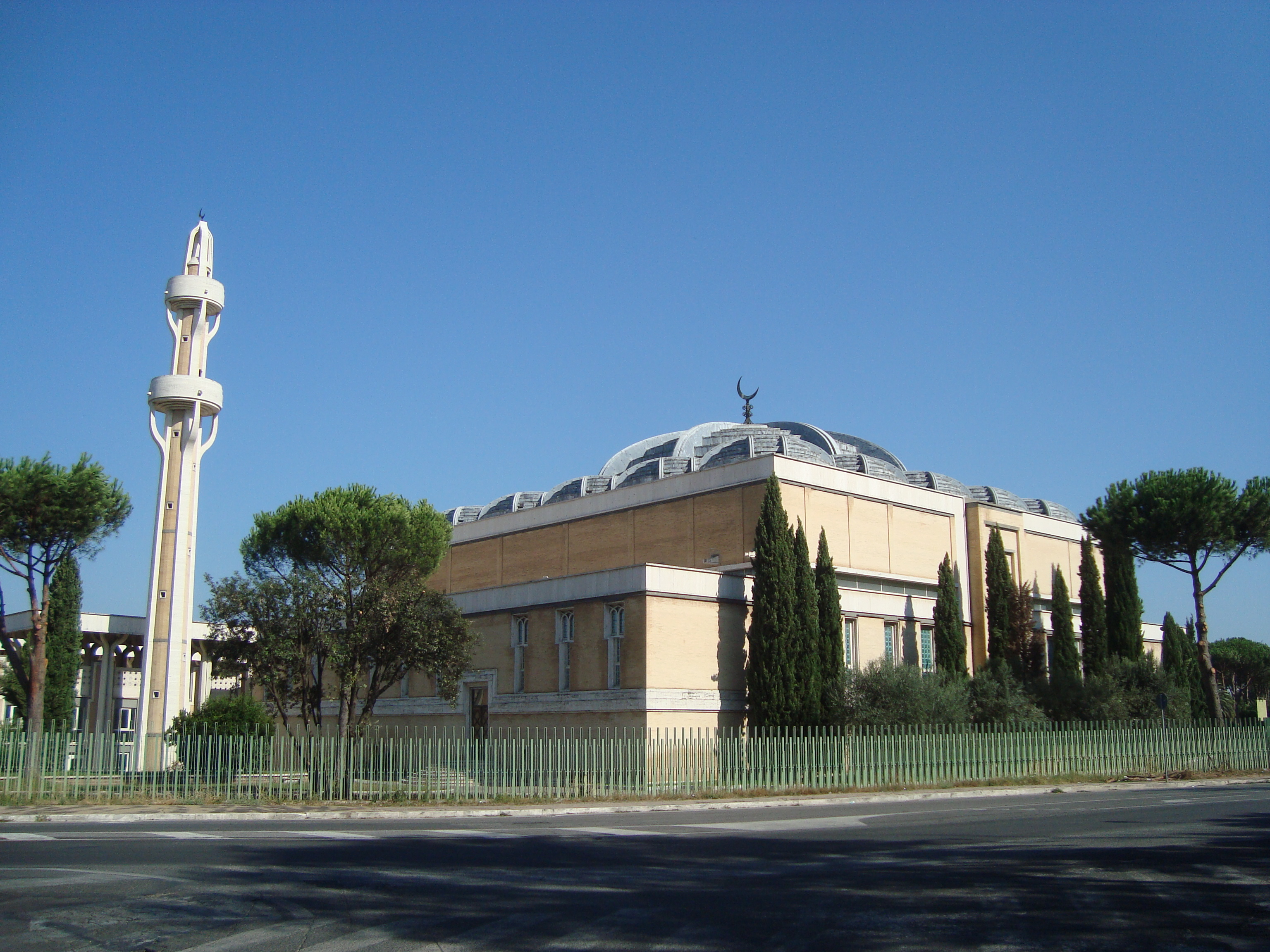
Moschea di Roma.

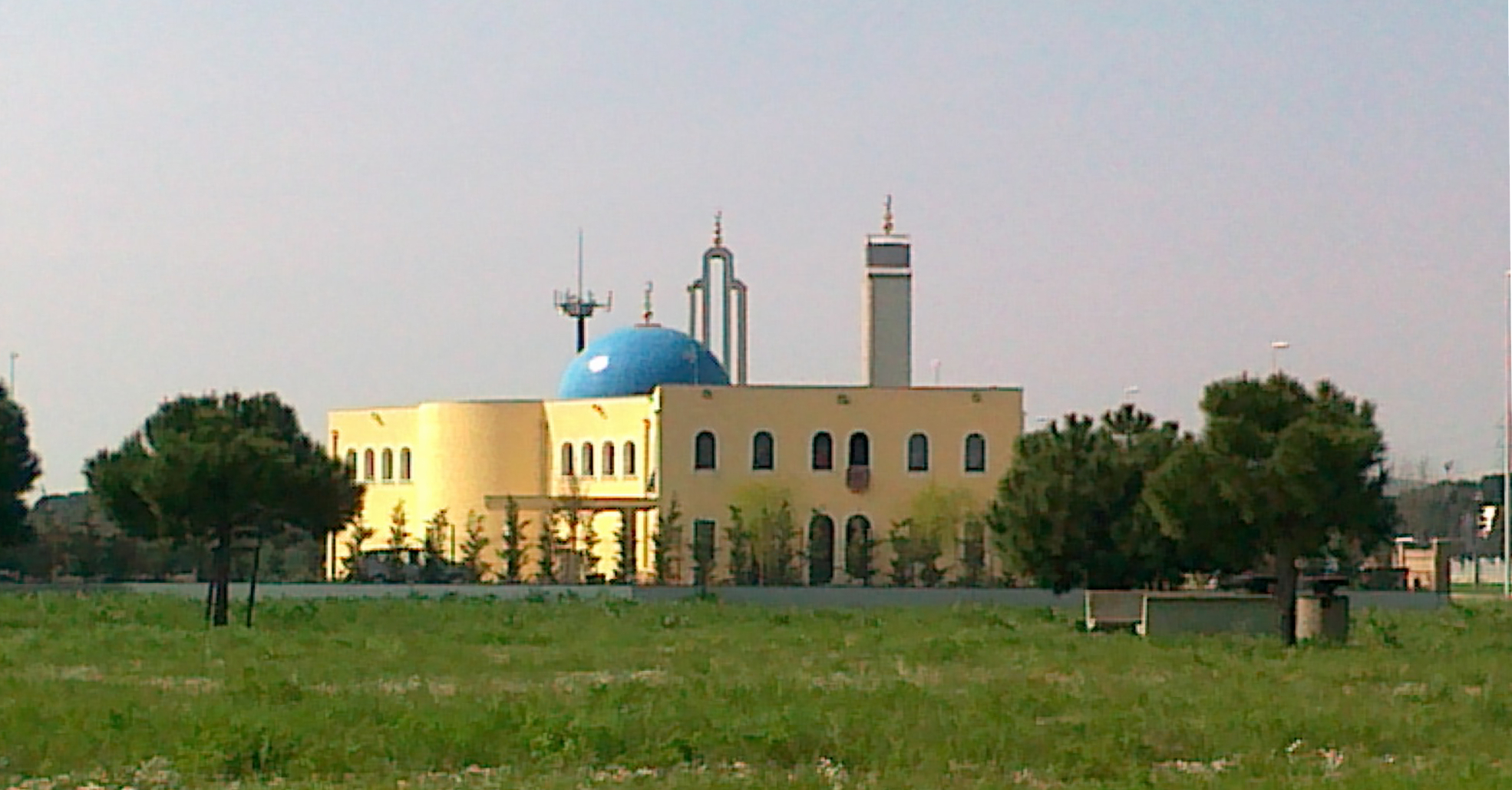
La moschea di Ravenna

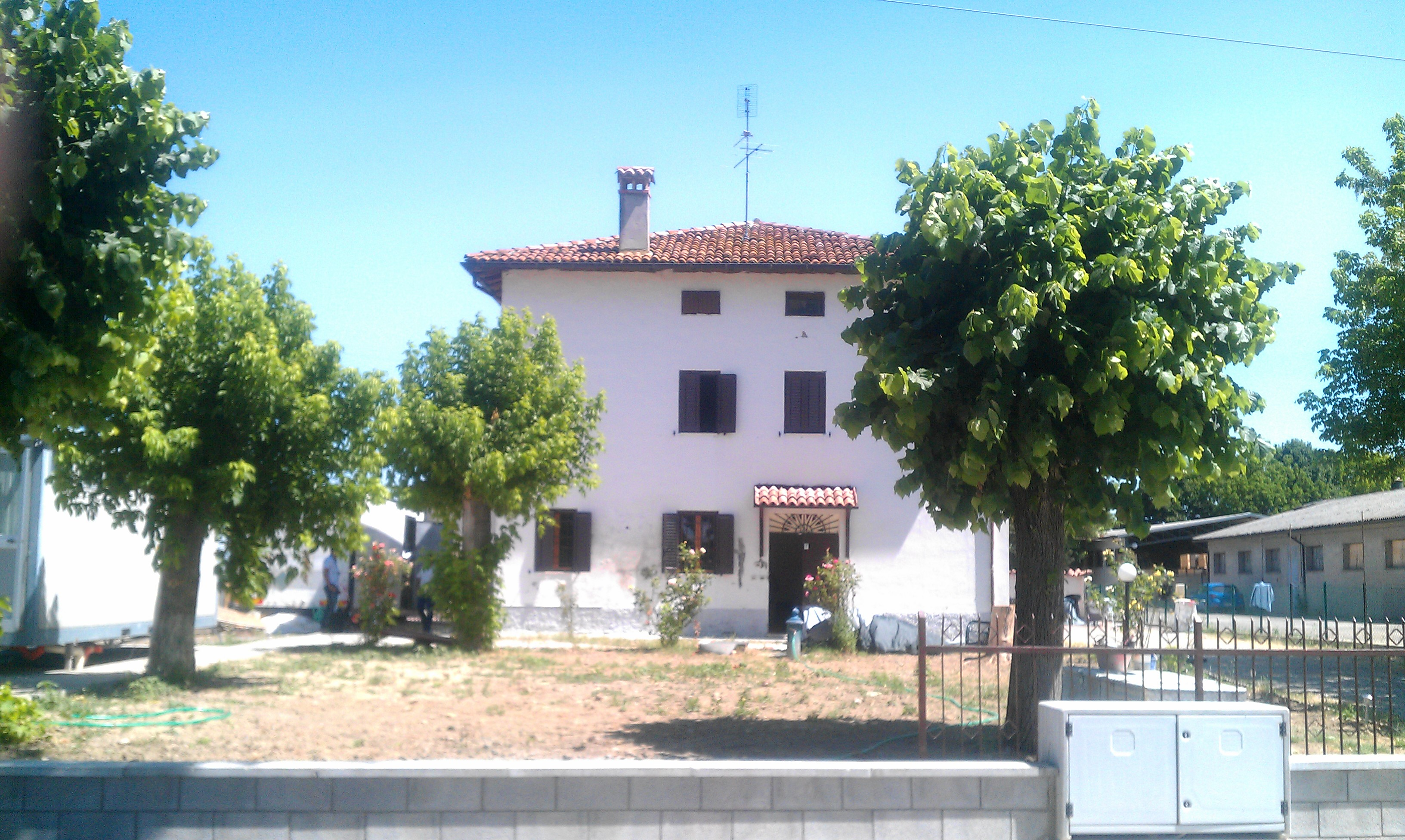
La moschea ahmadi di San Pietro in Casale, Bologna

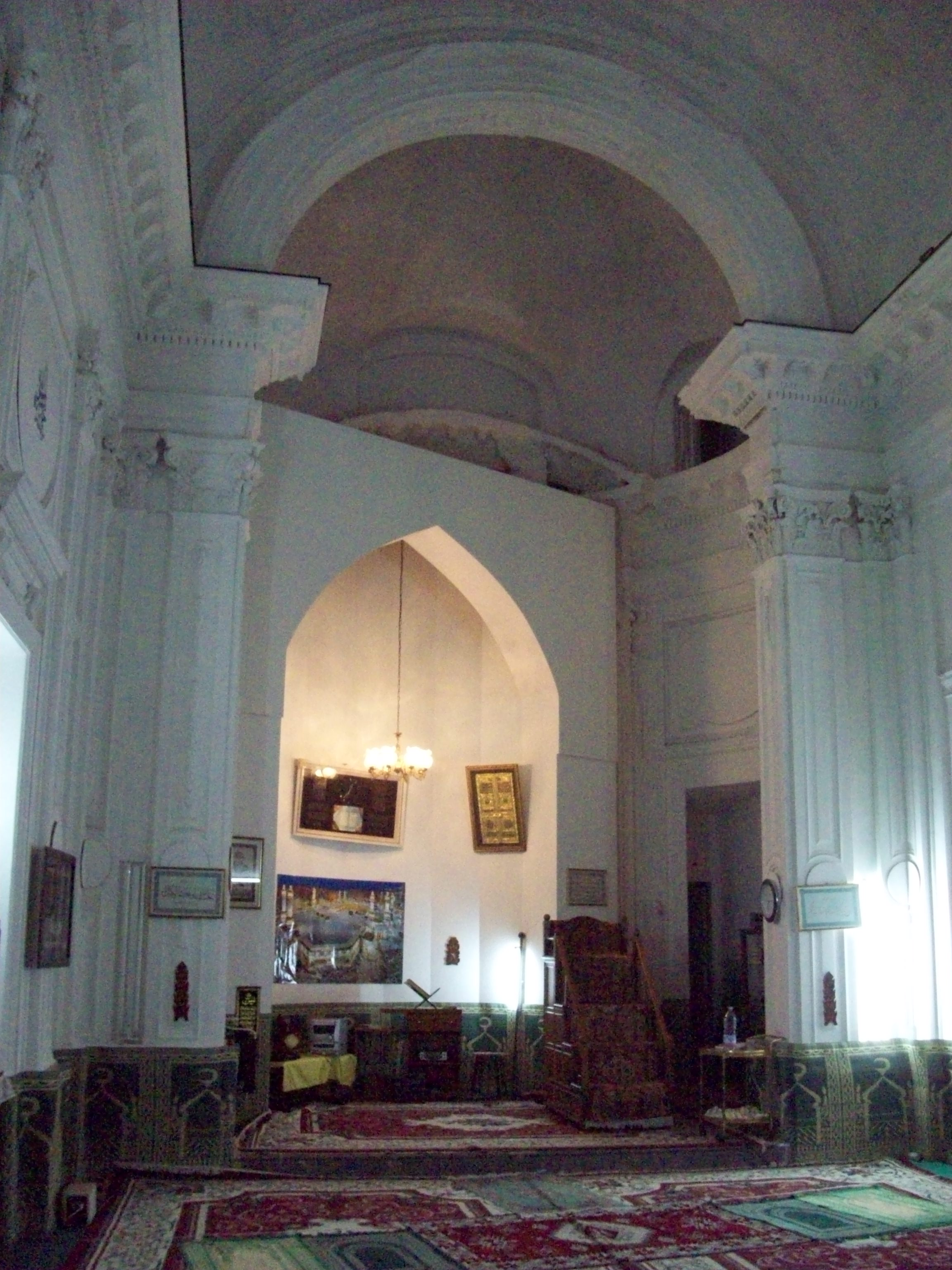
Interno della moschea di Palermo.

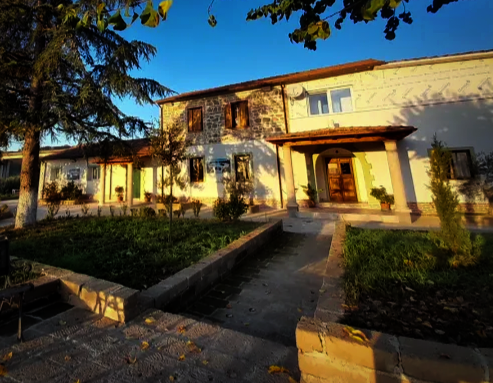
Teqeja della comunità albanese bektashi a Capena (RM)

Pur essendoci un certo numero di musulmani italiani o per nascita o per conversione o per naturalizzazione stimabile in un range che va da 300.000 persone a 1.2 milioni di persone i musulmani in Italia sono prevalentemente di origine straniera. Di questi circa il 52% per nascita, 39% per naturalizzazione e 9% per conversione. Di seguito un'analisi della provenienza e della distribuzione sul territorio Italiano. 
Anche in Italia, come nel resto del mondo, è presente il fenomeno del fondamentalismo islamico, ma in misura minore rispetto ad altri paesi occidentali. Sono inoltre presenti diverse associazioni islamiche che promuovono l'Islam liberale, come ad esempio il Centro Studi Averroè di Roma ed il COREIS di Milano. 

### Sunnismo

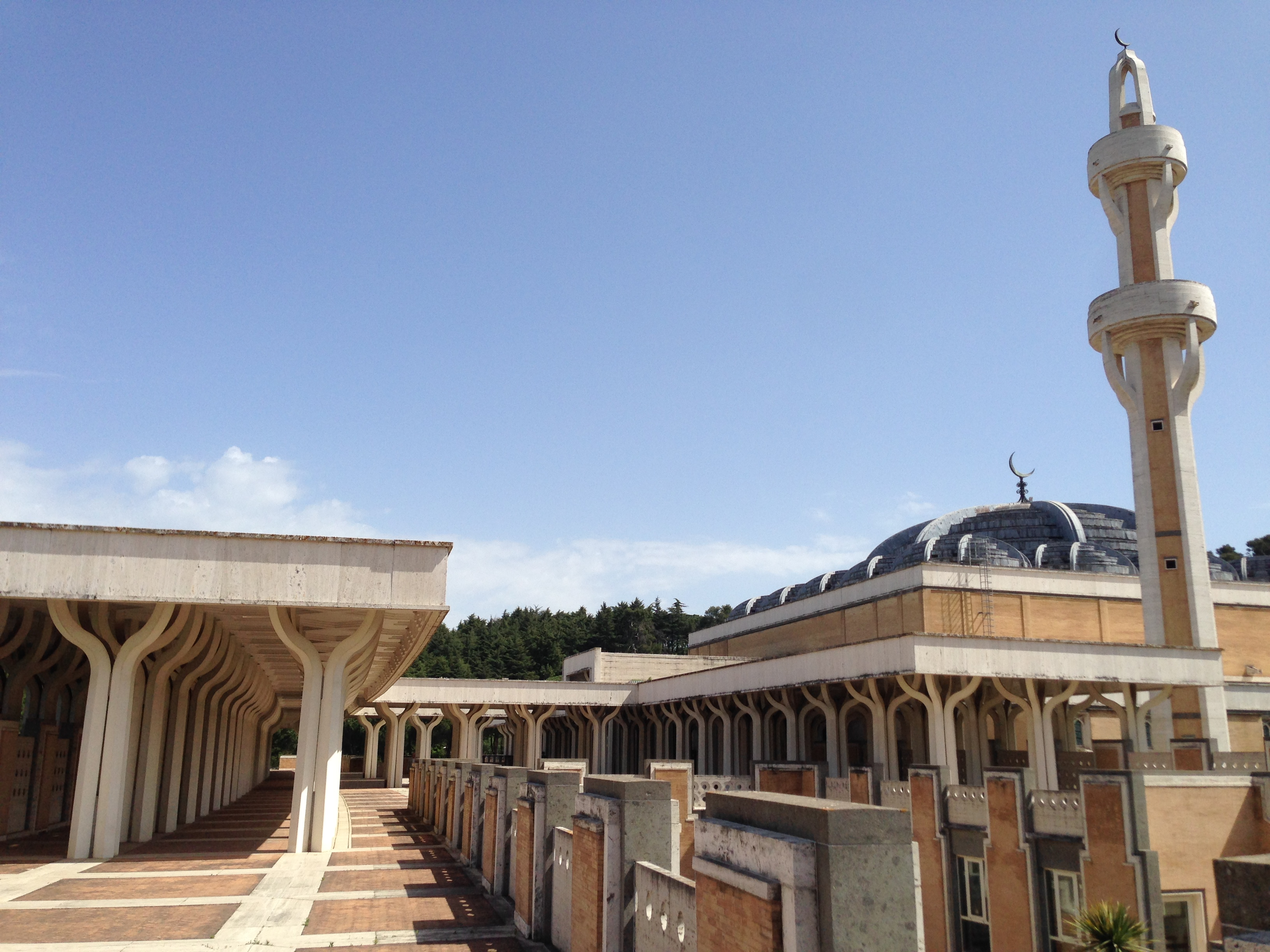
La Grande Moschea di Roma, di confessione sunnita, come la quasi totalità di quelle presenti in Italia

La quasi totalità dei musulmani in Italia sono sunniti e per la maggior parte, circa il 60%, sono arrivati in Italia dai paesi balcanici (in maggioranza da Albania, Kosovo e Bosnia ed Erzegovina), in seguito alle instabilità politico-sociali venutesi a creare nelle regioni dopo le guerre jugoslave e la guerra del Kosovo.

### Sciismo
Si stima il numero complessivo di sciiti in Italia in 15.450 unità, cioè circa l'1,48% del totale dei musulmani. Le due principali associazioni di questa corrente sono l'Associazione Islamica Ahl-al-Bait e l'Associazione islamica Imam Mahdi.

### Sufismo
Sono presenti anche alcune confraternite sufi, tra le quali la Muridiyya che secondo una stima riunisce circa due terzi dei senegalesi in Italia e Layene, diffusa anch'essa nelle comunità senegalese e capoverdiana. Tra gli albanesi è invece presente -sebbene assai minorataria- la fede bektashi, di derivazione sufi, che dal 2021 ha un proprio teqeja (luogo di culto) a Capena (RM).

### Ahmadiyya

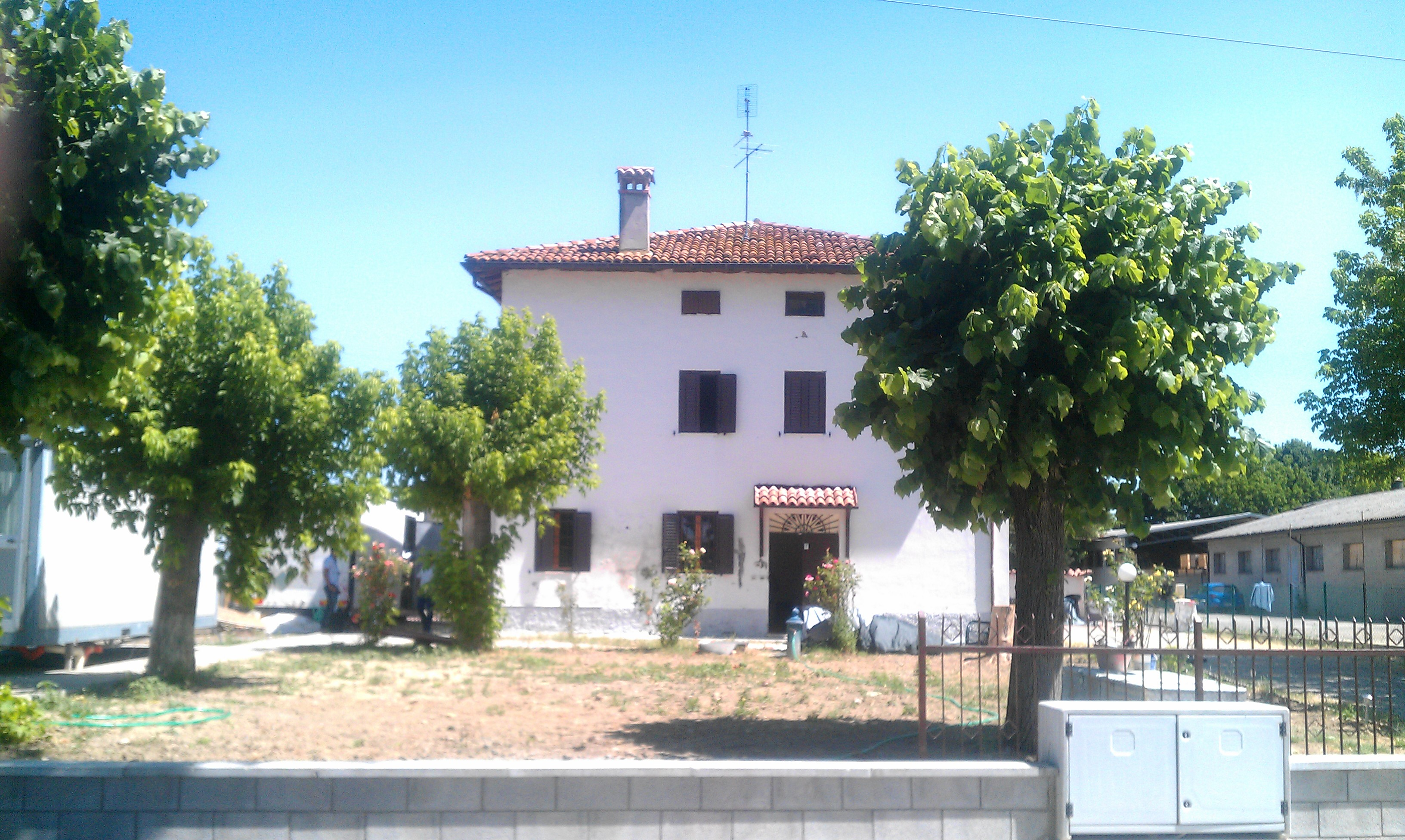
La moschea ahmadi di San Pietro in Casale (BO)

L'Ahmadiyya, nuovo movimento religioso islamico, è presente in Italia con l'associazione “The Ahmadiyya Muslim Jama’at Italia”, con sede nazionale a San Pietro in Casale (BO).

### Provenienza
Tra gli immigrati prevale in Italia nettamente la componente sunnita rispetto a quella sciita. Si stima il numero complessivo di sciiti in Italia in 15.450 unità, cioè circa l'1,48% del totale dei musulmani.
Per quanto riguarda i paesi di provenienza, si rileva in particolare la presenza nordafricana e balcanica.
| Pos. | Paese      | Numero di musulmani Stima effettuata da Caritas/Migrantes tra gli stranieri regolarmente residenti in Italia al 31 dicembre 2010 |
| 1    | Marocco    | 448.000 |
| 2    | Albania    | 364.000 |
| 3    | Tunisia    | 106.000 |
| 4    | Senegal    | 75.000 |
| 5    | Pakistan   | 73.000 |
| 6    | Bangladesh | 71.000 |
| 7    | Macedonia  | 30.000 |
| 8    | Algeria    | 25.000 |
| 9    | Kosovo     | 21.000 |

### Distribuzione sul territorio italiano
Secondo l'istituto ISMU (iniziative e studi alla multietnicità) i musulmani residenti in Italia al 1º gennaio 2016 sarebbero distribuiti così:
| Regione               | Numero  | Percentuale | Proporzione popolazione di riferimento Regioni Italia per Popolazione |
| Abruzzo               | 24000   | 0,16%       | 1,82%                                                                 |
| Basilicata            | 4200    | 0,29%       | 0,83%                                                                 |
| Calabria              | 24500   | 1,72%       | 1,25%                                                                 |
| Campania              | 53800   | 3,77%       | 0,92%                                                                 |
| Emilia-Romagna        | 182800  | 12,83%      | 4,10%                                                                 |
| Friuli Venezia Giulia | 29100   | 2,04%       | 2,39%                                                                 |
| Lazio                 | 112800  | 7,92%       | 1,91%                                                                 |
| Liguria               | 38000   | 2,66%       | 2,43%                                                                 |
| Lombardia             | 367700  | 25,82%      | 3,67%                                                                 |
| Marche                | 46600   | 0,32%       | 3,03%                                                                 |
| Molise                | 3400    | 0,23%       | 1,09%                                                                 |
| Piemonte              | 119000  | 8,35%       | 2,71%                                                                 |
| Puglia                | 33800   | 2,37%       | 0,83%                                                                 |
| Sardegna              | 13100   | 0,92%       | 0,79%                                                                 |
| Sicilia               | 61400   | 4,31%       | 1,21%                                                                 |
| Toscana               | 104400  | 7,33%       | 2,79%                                                                 |
| Trentino-Alto Adige   | 34000   | 2,38%       | 3,20%                                                                 |
| Umbria                | 26300   | 1,84%       | 2,96%                                                                 |
| Valle d'Aosta         | 2800    | 0,19%       | 2,21%                                                                 |
| Veneto                | 142200  | 9,98%       | 2,89%                                                                 |
| Italia                | 1423900 | 100%        | 2,35%                                                                 |

## Moschee
Le moschee ufficiali in Italia sono 12 nel senso di costruzioni fatte ad hoc, 6 complete di minareto (Segrate Milano, Roma, Ravenna, Colle di Val D'Elsa, Forlí, Piacenza in ordine di inaugurazione); mentre i luoghi di culto islamico sono più di 1.000.
- 1980 viene inaugurata la moschea di Omar a Catania (la prima in Italia dopo la dominazione araba, oggi chiusa)
- 1988 viene inaugurata la moschea di Segrate
- 1990 viene inaugurata la moschea di Palermo
- 1995 viene inaugurata la moschea di Roma (è stata la più grande d'Europa)
- 2012 viene inaugurata la moschea della Misericordia a Catania (la più grande del sud Italia)
- 2013 viene inaugurata la moschea di Albenga
- 2013 viene inaugurata la moschea Mohammed VI di Torino
- 2013 viene inaugurata la moschea di Ravenna
- 2013 viene inaugurata la moschea di Colle di Val d'Elsa
- 2017 viene inaugurata la moschea di Forlì
- 2021 viene inaugurata la moschea di Rogno[36]
- 2021 viene inaugurata la moschea di Piacenza[37]

## Associazionismo musulmano
L'Islam in Italia non ha una istituzione unitaria di rappresentanza nei confronti dello Stato. 
Numerose associazioni rivendicano la rappresentanza degli interessi dei musulmani residenti in Italia. Tra queste associazioni dell'"Islam delle moschee", multinazionali e multietniche:
- l'UCOII, vicina ai Fratelli Musulmani e guidata da Yassine Lafram. L'Ucoii deriva dall'USMI (Unione degli studenti musulmani d'Italia), fondata nel 1971 all'Università di Perugia[9];
- la Lega musulmana mondiale, di influenza saudita[9];
- l'Assemblea musulmana d'Italia (AMI), associazione composta da musulmani sunniti e sufi, filo-occidentali e favorevole al dialogo interreligioso, guidata dallo Shaykh Abdul Hadi Palazzi[9];
- l'Unione dei musulmani d'Italia (UMI), fondata dal defunto Adel Smith;
- la Confederazione Islamica Italiana (CII) guidata dal Presidente Mustapha Hajraoui fondata a Roma il 21 marzo 2012[38];
- l'Unione degli albanesi musulmani in Italia "UAMI", associazione di albanesi musulmani provenienti da Albania, Kosovo e Macedonia;
- l'Associazione della comunità marocchina delle donne in Italia (ACMID-DONNA);
- il Coordinamento Associazioni Islamiche del Lazio (CAIL).

Accanto all'"Islam delle moschee", diversi osservatori segnalano l'esistenza in Italia di un "Islam degli Stati": paesi quali il Marocco e l'Egitto, che diffidano delle influenze saudite e dei Fratelli Musulmani, si sono organizzati per seguire i propri cittadini all'estero anziché delegarne la rappresentanza a organizzazioni di base a rischio fondamentalista. Tra questi:
- il Centro culturale islamico d'Italia (CCII) nato negli anni '70 a Roma, con l'appoggio e il coinvolgimento degli ambasciatori di paesi sunniti presso l'Italia o la Santa Sede; al CCII si devono i primi progetti per la moschea di Roma, a partire dal 1974;
- la Missione culturale dell'Ambasciata del Marocco, che sostiene diverse moschee indipendenti;
- l'Unione islamica in Occidente, sostenuta dalla Libia;
- l'Istituto culturale islamico (ICI), sostenuto dall'Egitto.

Le confessioni islamiche minoritarie, nazionali o socio-religiose, hanno associazioni proprie, tra cui:
- la Comunità ismailita italiana (sciiti ismailiti);
- i movimenti missionari (tabligh);
- le confraternite sufi, tra le quali la Muridiyya che secondo una stima riunisce circa due terzi dei senegalesi residenti in Italia[39];
- i Giovani Musulmani d'Italia (GMI) - Associazione di promozione giovanile no profit, autonoma e indipendente fondata nel settembre 2001;
- l'Associazione Islamica "Imam Mahdi"[40] di scuola sciita con sede Roma e avente aderenti in tutta Italia. Fondata e gestita da musulmani italiani, è diretta dal presidente Shaykh Abbas Di Palma sin dalla sua fondazione nel 2005
- l'Associazione Islamica Ahl-al-Bait[41], sciita
- The Ahmadiyya Muslim Jama’at Italia (Ahmadiyya), con sede nazionale a San Pietro in Casale (BO)[42].

### La ricerca di un'intesa con lo Stato
A differenza della maggioranza delle altre confessioni religiose, l'islam non ha una intesa con lo Stato italiano. Un forte problema in tale senso è costituito dalla mancanza di una forma associativa chiaramente rappresentativa della maggioranza dei musulmani in Italia.
Un primo tentativo di far fronte a tale situazione è avvenuto nel 2000, con la costituzione dell'associazione Consiglio islamico d'Italia, avente l'obiettivo di una rappresentanza unitaria dell'Islam sunnita di fronte allo Stato italiano per la stipula e l'esecuzione di un'intesa. A tale associazione prendevano parte l'UCOII (con Nour Dachan vicepresidente), la Lega musulmana mondiale (con Mario Scialoja presidente) e il Centro islamico culturale d'Italia (nonostante la contrarietà della sua componente marocchina). L'associazione non è durata a lungo, a causa dei contrasti tra la componente filo-saudita e la componente vicina ai Fratelli Musulmani. Allo stato attuale, essa esiste solo formalmente.
Nel 2005 il ministro dell'Interno Giuseppe Pisanu ha nominato una "Consulta per l'islam italiano" (cosiddetta Consulta islamica), composta da 16 membri, metà dei quali cittadini italiani, comprendenti tanto esponenti della cultura e delle associazioni musulmane laiche quanto dirigenti di associazioni religiose. Vi prendono parte per l'Islam sunnita UCOII, Lega musulmana mondiale, COREIS e UIO; per l'Islam sciita la presidente della Comunità ismailita italiana.

## Islamofobia ed islamizzazione in Italia
Nella vita pubblica l'islam ha avuto un impatto significativo nell'immaginario popolare, causando anche accese discussioni su argomenti quali:
- il diritto a portare il velo islamico
- la presenza del crocifisso e di altri simboli cattolici (quali il presepe) negli uffici pubblici e nelle scuole
- il diritto a menù ḥalāl nelle mense scolastiche
- il riconoscimento dei matrimoni poligamici
- il diritto a praticare la macellazione islamica come libertà di espressione religiosa
- la libertà di educazione nelle scuole islamiche e il rispetto del curriculum scolastico italiano[43][44]
- la costruzione di nuove moschee nelle città (come nel caso di Bologna[45] e Genova)[46] (in diverse città italiane sono sorti movimenti di protesta, talvolta coinvolti in atti di aperto vilipendio alla religione).

### Atti di violenza contro luoghi di culto islamici
Negli ultimi anni sono avvenuti alcuni atti di violenza contro luoghi di culto islamici in Italia:
- Il 24 aprile 1994 una Molotov causa un principio d'incendio alla piccola moschea nel centro storico di Albenga[47]
- Il 24 gennaio 2004 un sasso scagliato da un'auto infrange la vetrata dell'ingresso della moschea di Segrate, a Milano[48];
- Nell'aprile 2004, la moschea della Misericordia di Savona è stata fatta oggetto di scritte spray discriminatorie sul portone, inclusa una svastica[48].
- Durante la primavera-estate del 2007 si sono stati compiuti alcuni attentati contro la comunità musulmana italiana, senza feriti e gravi conseguenze. Tra questi l'esplosione di un ordigno davanti alla moschea di via Quaranta a Milano il 2 febbraio 2007;[49] i ripetuti attacchi-Molotov alla moschea di Abbiategrasso, il 26 luglio, 9 agosto e 23 ottobre 2007[50]; le Molotov contro la moschea di Brescia, il 15 agosto 2007.[51] Per questi attentati è stato condannato a 9 anni e 9 mesi di carcere l'ex-terrorista di estrema sinistra Roberto Sandalo.[52]
- Nella notte tra il 3 ed il 4 agosto 2010 un attentato incendiario è stato compiuto negli uffici della moschea della Luce di Bologna da ignoti che vi sono entrati tagliando le recinzioni con una cesoia. L'atto è stato condannato dalla comunità ebraica di Bologna e da diverse forze politiche.[53]